# Nadleśnictwo Łuków
Nadleśnictwo Łuków – jednostka organizacyjna Lasów Państwowych podległa Regionalnej Dyrekcji Lasów Państwowych w Warszawie. Siedziba nadleśnictwa znajduje się w Ławkach, w powiecie łukowskim, w województwie lubelskim.
Nadleśnictwo obejmuje większą część powiatu łukowskiego w województwie lubelskim oraz niewielki fragment powiatu siedleckiego w województwie mazowieckim.
Powierzchnia Nadleśnictwa wynosi 15 675,78 ha.

## Historia
Lasy obecnego obrębu Kryńszczak były własnością królów polskich, z wyjątkiem lasów w okolicy Stoczka Łukowskiego, których właścicielami byli arcybiskupi gnieźnieńscy. Po zaborach, w 1800 Prusacy znacjonalizowali lasy prymasowskie. Lasy współczesnego obrębu Adamów do 1945 były własnością prywatną.
Leśnictwo Łuków powstało w 1832 i obejmowało tutejsze lasy państwowe. Przetrwało ono do I wojny światowej. Z tego okresu do dziś zachowały się pozostałości po liniach powstańczych – wykarczowanych przez Rosjan w czasach powstania styczniowego przecinkach o szerokości 12 m służących ściganiu osób chroniących się w lasach oraz dezorganizacji linii komunikacyjnych powstańców.
Nadleśnictwo Łuków powstało na podstawie rozporządzenia ministra rolnictwa z dnia 23 listopada 1920 i objęło lasy skarbowe byłego leśnictwa Łuków.
Tutejsze lasy ucierpiały w trakcie II wojny światowej. W październiku 1939 były areną bitwy pod Kockiem. W czasie wojny były schronieniem dla partyzantów, którzy wykorzystywali zdradliwy, bagnisty teren, uniemożliwiający działania dla nieznających go Niemców. Najwięcej szkód przyniosła jednak rabunkowa gospodarka leśna prowadzona przez okupanta.
W 1945 Nadleśnictwo Łuków zmieniło nazwę na Nadleśnictwo Kryńszczak. W tym też roku utworzono Nadleśnictwo Adamów, w skład którego weszły znacjonalizowane przez komunistów lasy prywatne. W 1973 połączono oba te nadleśnictwa. Jednocześnie przywrócono historyczną nazwę Nadleśnictwo Łuków.

## Ochrona przyrody
Na terenie nadleśnictwa znajdują się trzy rezerwaty przyrody:
- Jata
- Kra Jurajska
- Topór.

## Drzewostany
Typy siedliskowe lasów nadleśnictwa (z ich powierzchniowym udziałem procentowym):
- bory 58,8% – wśród nich najliczniej występuje bór mieszany świeży (37,5% lasów nadleśnictwa) oraz bór świeży (16,3%)
- lasy 38,1% – wśród nich najliczniej występuje las mieszany świeży (27,8% lasów nadleśnictwa)
- ols 3,1%

Gatunki lasotwórcze lasów nadleśnictwa (z ich udziałem procentowym):
- sosna 73,8%
- dąb 11,5%
- brzoza 6,9%
- olsza 2,3%
- inne 5,5%